# 177 î.Hr.

## Evenimente
- Romanii cuceresc Istria.